# Elite Dangerous
Elite Dangerous – komputerowa gra symulacyjna zawierająca w sobie elementy symulatora lotów kosmicznych z walkami w przestrzeni kosmicznej oraz gry ekonomicznej. Gra została wyprodukowana i wydana przez Frontier Developments na platformy Microsoft Windows, macOS, Xbox One i PlayStation 4 16 grudnia 2014.

## Historia
W listopadzie 2012 rozpoczęto zbiórkę pieniędzy na Kickstarterze, wersje testowe gry były dostępne dla darczyńców od grudnia 2013 roku, a ostatecznie gra została wydana w grudniu 2014 roku dla systemu Windows oraz w maju 2015 dla systemu macOS. Elite Dangerous jest sequelem wydanego w 1995 roku Frontier: First Encounters, tym samym jest to czwarta odsłona serii Elite.

## Rozgrywka
Elite Dangerous jest grą przeznaczoną do rozgrywki wieloosobowej (open play) i jednoosobowej (solo play). W każdym momencie rozgrywki gracz ma możliwość swobodnej zmiany trybu z zachowaniem aktualnego stanu gry. Grupa graczy może również skorzystać z osobnego trybu prywatnego (private group).
Grę cechuje otwarty świat z Drogą Mleczną przedstawioną w skali 1:1. Gra oferuje około 140 tysięcy wiernie odwzorowanych ciał niebieskich znanych współczesnej astronomii, z całkowitą ich liczbą 400 miliardów, generowanych proceduralnie, na części których gracz może lądować i eksplorować. Każda planeta, gwiazda, księżyc czy pas asteroid mają m.in. własną metaliczność, orbitę, skład chemiczny, temperaturę czy wielkość. Zaimplementowany przez twórców gry system Stellar Forge symuluje ruch każdego ciała niebieskiego od początku Wielkiego Wybuchu. W lutym 2017 do gry dodano system nowo odkrytego czerwonego karła TRAPPIST-1, z możliwością lądowania na kilku planetach.
Gra udostępnia trzy sposoby poruszania się statkiem w przestrzeni kosmicznej. Pierwszy to normalne sterowanie w przestrzeni kosmicznej, drugi to podróż międzyplanetarna (supercruise), trzeci to podróż międzygwiezdna (hyperspace).
Poza standardowym wykorzystaniem klawiatury i myszki lub kontrolera w grę można również grać z wykorzystaniem okularów rzeczywistości wirtualnej i dżojstika.

## Odbiór gry
Gra spotkała się z pozytywnym odbiorem recenzentów, uzyskując średnią  wynoszącą 80/100 punktów z 54 recenzji według serwisu Metacritic. W 2015 roku Elite Dangerous zdobył nagrodę Game Developers Choice Awards w kategorii Best Audience.